# Sverre Olsen
Sverre Olsen (Oslo, 13 maggio 1928 – Nøtterøy, 17 novembre 2020) è stato un calciatore norvegese, di ruolo attaccante.

## Carriera

### Club
Olsen giocò con la maglia dello Skeid.

### Nazionale
Conta una presenza per la Norvegia. L'8 luglio 1949, infatti, fu schierato in campo nella sfida pareggiata per 1-1 contro la Finlandia.

## Palmarès

### Club

#### Competizioni nazionali
- Coppa di Norvegia: 1

Skeid: 1954